# Barges, Côte-d'Or
Barges är en kommun i departementet Côte-d'Or i regionen Bourgogne-Franche-Comté i östra Frankrike. Kommunen ligger i kantonen Gevrey-Chambertin som tillhör arrondissementet Dijon. År 2022 hade Barges 656 invånare.

## Befolkningsutveckling
Antalet invånare i kommunen Barges
Referens:INSEE